# Physostegania
Physostegania là một chi bướm đêm thuộc họ Geometridae.